# Viviane Pacal
Viviane Pacal est une comédienne québécoise spécialisée dans le doublage, elle est notamment la voix québécoise régulière d'Elizabeth Banks, Amy Adams, Kristen Wiig, Penélope Cruz, Dakota Fanning, Kristin Davis, Leslie Mann ainsi qu'une des voix de Carmen Electra, Regina King, Kate Winslet et Tori Spelling.

## Théâtre
- 1993 : Tailleur pour dames de Daniel Roussel, théâtre du Rideau Vert : Pomponette
- 1998 - 1999 : Un fil à la patte de Daniel Roussel, théâtre du Rideau Vert et Centre national des Arts : Nini Gallant

## Filmographie

### Cinéma
- 1986 : Qui a tiré sur nos histoires d'amour ? : Sophie, la jeune mariée
- 1987 : Marie s'en va-t-en ville : Sonia
- 1990 : La nuit tous les chats sont gris : Marie
- 2014 : Mommy : Marthe

### Télévision
- 1987-1988 : Des dames de cœur: Liliane Dubé

- 1989 : Un signe de feu : Liliane Dubé
- 1996 : 10-07: L'affaire Kafka : Yolande
- 2004 : L'Auberge du chien noir : Lisa
- 2005 : Un tueur si proche : victime blonde (saison 3, épisode 7 : L'Exil)
- 2006 : Les Bougon : chroniqueuse de souliers (saison 2, épisode 7 : Le Couple maudit)
- 2007 : 450, chemin du Golf : Noémie
- 2009 : Destinées : Sandy Fichman

### Vidéoclip
College Boy de Xavier Dolan : la mère

## Doublage

### Cinéma

#### Films
| - Elizabeth Banks dans : - La vie secrète de Daltry Calhoun (2005) : May - Les sœurs (2006) : Nancy Pecket - Invincible (2006) : Janet Cantrell - Bien sûr, peut-être (2008) : Emily Jones - Voici Dave (2008) : Gina Morrison - Zack et Miri font un porno (2008) : Miriam « Miri » Linky - W. (2008) : Laura Bush - Des gars modèles (2008) : Beth - Tout pour elle (2010) : Lara Brennan - Notre idiot de frère (2011) : Miranda Rochlin - Le temps d'un vol (2012) : Lydia Mercer - Hunger Games : Le film (2012) : Effie Trinket - Comment prévoir l'imprévisible (2012) : Wendy - Des gens comme nous (2012) : Frankie - La Note parfaite (2012) : Gail Abernathy - Hunger Games : L'embrasement (2013) : Effie Trinket - Hunger Games : La Révolte, partie 1 (2014) : Effie Trinket - La Note parfaite 2 (2015) : Gail Abernathy - Magic Mike XXL (2015) : Paris - Hunger Games : La Révolte, dernière partie (2015) : Effie Trinket - Power Rangers (2017) : Rita Repulsa - La Note parfaite 3 (2017) : Gail Abernathy - Carnage chez les Joyeux Touffus (2018) : Jenny - Brightburn : L'Enfant du mal (2019) : Tori Breyer - Charlie et ses drôles de dames (2019) : Rebekah « Bosley » - Amy Adams dans : - Beautés fatales (1999) : Annette Atkins - Un homme à tout prix (2005) : Amy - Le grand jour (2005) : Elise - Le combat de Charlie Wilson (2007) : Bonnie Bach - Doute (2008) : Sœur James - Julie et Julia (2009) : Julie Powell - Année bissextile (2010) : Anna - Le Maître (2012) : Peggy Dodd - L'homme d'acier (2013) : Lois Lane - Arnaque à l'américaine (2013) : Sydney Prosser - Batman vs Superman : L'Aube de la justice (2016) : Lois Lane - L'Arrivée (2016) : Louise Banks - Animaux nocturnes (2016) : Susan Morrow - La Ligue des Justiciers (2017) : Lois Lane - Vice (2018) : Lynne Cheney - Cher Evan Hansen (2021) : Cynthia Murphy - Kristen Wiig dans : - Adventureland (2009) : Paulette - Essence (2009) : Suzie - MacGruber (2010) : Vicki St. Elmo - Paul (2011) : Ruth Buggs - Demoiselles d'honneur (2011) : Annie Walker - Amis et parents (2012) : Missy - La vie secrète de Walter Mitty (2013) : Cheryl Melhoff - Seul sur Mars (2015) : Annie Montrose - SOS Fantômes (2016) : Erin Gilbert - Les Grands Génies (2016) : Kelly Campbell - Petit Format (2017) : Audrey Lustig Safranek - Bernadette a disparu (2019) : Audrey - Wonder Woman 1984 (2020) : Dr Barbara Ann Minerva / Cheetah - Leslie Mann dans : - 40 ans et encore puceau (2005) : Nicky - Encore 17 ans (2009) : Scarlett O' Donnell - Drôle de monde (2009) : Laura - Lui, c'est moi (2011) : Jamie Lockwood - L'autre femme (2014) : Kate King - Bonjour les vacances (2015) : Audrey Griswold - Célibataire, mode d'emploi (2016) : Meg - Bloqueurs (2018) : Lisa - Bienvenue à Marwen (2018) : Nicol - Penélope Cruz dans : - Un ciel couleur vanille (2001) : Sofia Serrano - Gothika (2003) : Chloe Sava - Sahara (2005) : Eva Rojas - Neuf (2009) : Carla Albanese - Pirates des Caraïbes : La Fontaine de jouvence (2011) : Angelica Teach - Le Crime de l'Orient-Express (2017) : Pilar Estravados - Compétition officielle (2021) : Lola Cuevas - Dakota Fanning dans : - Le Petit Monde de Charlotte (2006) : Fern Arable - La Saga Twilight : Tentation (2009) : Jane Volturi - La Saga Twilight : Hésitation (2010) : Jane Volturi - Effie Gray (2014) : Effie Gray - Kristin Davis dans : - Sexe à New York (2008) : Charlotte York - Couples en vacances (2009) : Lucy - Sexe à New York 2 (2010) : Charlotte York - Le 2e voyage : L'Île mystérieuse (2012) : Liz - Rachael Harris dans : - Mariage 101 (2007) : Janine - Lendemain de veille (2009) : Melissa - Journal d'un dégonflé (2010) : Susan Heffley - Journal d'un dégonflé : Rodrick fait sa loi (2011) : Susan Heffley - Nicole Ari Parker dans : - Nuits endiablées (1997) : Becky Barnett - En souvenir des Titans (2000) : Carol Boone - Méga-Rançon (2005) : Angela Drake - Kelly Rutherford dans : - Bagarre à la une (1994) : Kim - Frissons 3 (2000) : Christine Hamilton - Sandrine Holt dans : - Resident Evil: Apocalypse (2004) : Terri Morales - Monde infernal : L'Éveil (2012) : Dr Lida Daniels - Jessica Capshaw dans : - Saint-Valentin (2001) : Dorothy Wheeler - Les garçons d'honneur (2006) : Jen - Loretta Devine dans : - Le Chihuahua de Beverly Hills (2008) : Delta (voix) - Le Chihuahua de Beverly Hills 2 (2011) : Delta (voix) - Carmen Electra dans : - Moins cher la douzaine 2 (2005) : Sarina Murtaugh - Film Catastrophe (2008) : la jolie meurtrière - Kathryn Hahn dans : - Demi-frères (2008) : Alice Huff - Comment savoir (2010) : Annie - Ingrid Kavelaars dans : - Médecins en herbe (2004) : Mira Towers - Gooby (2009) : Elize - Regina King dans : - Blonde et légale 2 : Rouge, blanc et blonde (2003) : Grace Rossiter - Miss Personnalité 2 : Armée et Fabuleuse (2005) : Sam Fuller - Miranda Otto dans : - Le retour de Julie (2003) : Julie Makowsky - Moi, Frankenstein (2014) : Leonore - Tori Spelling dans : - Film de peur 2 (2001) : Alex Monday - 50 façons de perdre l'amour (2006) : Stephanie - Rachael Taylor dans : - Obturateur (2008) : Jane Shaw - Crépuscule (2011) : Anne | - Maura Tierney dans : - Semi-pro (2008) : Lynn - Maman porteuse (2008) : Caroline - Amber Valletta dans : - Hitch (2005) : Allegra Cole - L'Espion d'à côté (2010) : Gillian - Jenny Wade dans : - Table pour trois (2007) : Leah - Frères (2009) : Tina - Charisma Carpenter dans : - Les Sacrifiés (2010) : Lacy - Les Sacrifiés 2 : De retour au combat (2012) : Lacy - 1994 : Wyatt Earp : Sally (Téa Leoni) - 1994 : Opération phénix d'or : Nicole (Nicole Bardawil) - 1995 : Batman à jamais : Sugar (Drew Barrymore) - 1995 : Le Big Green : Une équipe sans pareille : Anna Montgomery (Olivia d'Abo) - 1996 : Amour, flirt et calamités : Valerie Swaney (Celia Weston) - 1996 : Les Wonders : Tina (Charlize Theron) - 1997 : Romy et Michelle : Les reines de la soirée : Lisa Luder (Elaine Hendrix) - 1997 : Métamorphose : Remy (Alix Koromzay) - 1997 : Frissons 2 : Hallie McDaniel (Elise Neal) - 1999 : Cri ultime : Mary Lisbon (Andrea Joy Cook) - 2000 : Le Projet Blair 2 : Le livre des ténèbres : Tristen Ryler (Tristine Skyler) - 2002 : Le chasseur de crocodiles: Le chemin des collisions : Jo Buckley (Kate Beahan) - 2002 : xXx de Rob Cohen : Yelena (Asia Argento) - 2003 : Confessions d'un homme dangereux : Georgia (Jennifer Hall) - 2003 : Les Chevaliers de Shanghai : Chon Lin (Fann Wong) - 2003 : Croisière en folie : Inga (Victoria Silvstedt) - 2003 : Vipères : Love (Stefanie von Pfetten) - 2003 : Bruce le tout-puissant : Ally Loman (Nora Dunn) - 2003 : Le voyage de Morvern Callar : Lanna (Kathleen McDermott) - 2003 : Moins cher la douzaine : Tina Shenk (Paula Marshall) - 2004 : Bienvenue à Mooseport : Mandy (Reagan Pasternak) - 2004 : L'amour en chair et en os : Jasmine LeJeune (Marlyne Afflack) - 2004 : Hellboy de Guillermo del Toro : Ilsa Haupstein (Bridget Hodson) - 2004 : Drôles de blondes : Tiffany Wilson (Anne Dudek) - 2004 : Le petit carnet noir : Lulu Fritz (Josie Maran) - 2004 : Le journal d'une princesse 2: Les fiançailles royales : Reporter Elsie Penworthy (Kim Thomson) - 2004 : Anacondas : À la poursuite de l'orchidée de sang : Sam Rogers (KaDee Strickland) - 2004 : Ripley s'amuse : Luisa Harari (Chiara Caselli) - 2004 : Haute Coiffure : Stephanie Cole (Joyful Drake) - 2004 : Les lumières du vendredi soir : Flippy (Kasey Stevens) - 2004 : Escouade américaine : Police du monde : Lisa - 2004 : Adorable Julia : Avice Crichton (Lucy Punch) - 2004 : Spanglish: j'en perds mon latin! : Monica (Cecilia Suárez) - 2005 : Viens voir papa ! : Kate Reeves (Christine Lakin) - 2005 : Moi, toi et tous les autres : Christine Jesperson (Miranda July) - 2005 : Serenity : Kaylee (Jewel Staite) - 2006 : Film d'amour : Andy (Sophie Monk) - 2006 : Tomber... pile : Dorrie (Svetlana Efremova) - 2006 : Motel Niagara : Helen (Janet-Laine Green) - 2006 : United vol 93 : Sandra Bradshaw (Trish Gates) - 2006 : Chouette : Kimberly (Jessica Cauffiel) - 2006 : Le regard du diable : Hannah (Tiffany Lamb) - 2006 : Accepté : Diane Gaines (Ann Cusack) - 2006 : Les vacances : Iris Simpkins (Kate Winslet) - 2006 : Rocky Balboa : Marie (Geraldine Hughes) - 2006 : Noël noir : Lauren Hannon (Crystal Lowe) - 2006 : Oh en Ohio : Sheri (Miranda Bailey) - 2007 : Le Nombre 23 : Mlle. Dobkins / la blonde qui se suicide / la mère de Fingerling (Lynn Collins) - 2007 : L'Escouade Reno 911 à Miami : Députée Clementine Johnson (Wendi McLendon-Covey) - 2007 : Parfait inconnu : Gina (Clea Lewis) - 2007 : Enquête clandestine : Mirjana (Diane Kruger) - 2007 : Promesses de l'ombre : Tatiana (voix) (Tatiana Maslany) - 2007 : Un nom pour un autre : Mira Mashi (Gargi Mukherjee) - 2007 : Murmure fatal : Mora (Rekha Sharma) - 2008 : Les Tobby des neiges : Meg (Lise Simms) - 2008 : Pénélope : Wanda (Ronni Ancona) - 2008 : Le bal de l'horreur : Karen Turner (Jessalyn Gilsig) - 2008 : Infaillible : Trydy (Kate Maravan) - 2008 : La copine de mon ami : Lizzy (Mini Anden) - 2008 : Choke : Paige Marshall (Kelly Macdonald) - 2009 : Hit and Run : Mary Murdock (Laura Breckenridge) - 2009 : École pour filles : Chloe (Antonia Bernath) - 2009 : Le Beau-père : Leah (Sherry Stringfield) - 2009 : 2012 : Tamara (Beatrice Rosen) - 2009 : Le fusilier marin 2 : Robin Linwood (Lara Cox) - 2010 : Petite vengeance poilue : Felder (Angela Kinsey) - 2010 : Chats et chiens : La revanche de Kitty Galore : Kitty Galore - 2010 : Le Retour de Nounou McPhee : Mlle. Topsey (Sinead Matthews) - 2011 : Les Dames de Dagenham : Eileen (Nicola Duffett) - 2011 : Gagnant Gagnant : Cindy (Melanie Lynskey) - 2012 : Le Grand miracle : Kelly Meyers (Vinessa Shaw) - 2012 : Les Trois Stooges : Lydia (Sofía Vergara) - 2013 : Sanctum : Liz (Nicole Downes) - 2013 : Film de peur 5 : Maria (Lidia Porto) - 2013 : La purge : Grace Ferrin (Arija Bareikis) - 2013 : Parkland : Marilyn Sitzman (Bitsie Tulloch) - 2013 : L'erreur parfaite : Jill (Jennifer Baxter) - 2014 : Nos étoiles contraires : Lidewij Vliegenthart (Lotte Verbeek) |

#### Films d'animation
- 2001 : Pokémon 3: Le film : Délia Ketchum
- 2002 : Cendrillon 2 : La magie des rêves : Daphnée
- 2003 : Les 101 Dalmatiens 2 : L'aventure londonienne de Patch : Perdita
- 2004 : La ferme se rebelle : Mère
- 2005 : Appleseed : Athéna
- 2006 : Les Vengeurs : Natalia Romanoff / La Veuve Noire
- 2006 : Les Vengeurs 2 : Natalia Romanoff / La Veuve Noire
- 2006 : Souris City : Rita / Mère de Rita
- 2008 : Appleseed Ex Machina : Athéna
- 2014 : M. Peabody et Sherman : Patty Peterson
- 2017 : Coco : Victoria
- 2021 : Encanto : La Fantastique Famille Madrigal : Señora Ozma

### Télévision

#### Téléfilms
- 1996 : Vies de femmes : Naomi (Liisa Repo-Martell)
- 2007 : Complot meurtrier : June Baldwin (Elisa Donovan)
- 2007 : La Maison du secret : Elise (Tori Spelling)
- 2008 : Trop parfaite : Carol Wescott (Jennifer Marcil)
- 2008 : La rage d'une femme : Allison Hagan (Cynthia Preston)
- 2010 : Des vacances avec Derek : Nora McDonald Venturi (Joy Tanner)
- 2011 : L'insoumise : Jenny Reardon (Stephanie Bauder)
- 2011 : Relations secrètes : Diana (Lena Kleine)
- 2012 : Désespéré : Denise Landers (Sandrine Holt)
- 2014 : La jumelle : Kate / Linda (Sonya Walger)

#### Séries télévisées
- 2010 - 2011 : Wingin' It (en) : Angela Montclaire (Jennifer Robertson)

#### Séries d'animation
- 2005 - 2012 : Johnny Test : Mère
- 2006 : Le Chevalier d'Éon : Mme. Pompadour
- 2009 - 2010 : Célibataire cherche : Athena
- 2009 - 2010 : Défis Extrêmes: Action ! : Marilou (Heather dans la version originale)
- 2009 - 2011 : Perline : Saphira
- 2010 - 2011 : Défis extrêmes : La Tournée mondiale : Marilou (Heather dans la version originale)
- 2013 : Les étoiles des défis extrêmes : Marilou (Heather dans la version originale)